# Projeto Colabora
Projeto #Colabora é um site brasileiro de jornalismo independente sobre desenvolvimento sustentável. Não tem fins lucrativos nem vinculação partidária. Reúne mais de 400 colaboradores entre jornalistas, designers, videomakers, cientistas e pesquisadores, espalhados pelo Brasil e em algumas cidades do mundo.
O #Colabora tem como inspiração os temas do documento Objetivos de Desenvolvimento Sustentável (ODSs) da Organização das Nações Unidas (ONU), como água potável, cidades sustentáveis, consumo responsável, direitos humanos, educação, energia renovável, igualdade de gênero, inclusão social, inovação, meio ambiente, mudança do clima, organizações não-governamentais (ONGs), saúde.
Uma área especial do #Colabora acompanha o trabalho do terceiro setor no Brasil, identificando ONGs com melhores gestões e as mais eficientes. O Mapa das ONGs é feito em parceria com o Instituto Phi, especializado em assessorar atividades filantrópicas de pessoas físicas e jurídicas, e com o Atados, que conecta ONGs e projetos sociais a voluntários.

## História
O #Colabora foi criado em 3 de novembro de 2015, no Rio de Janeiro. É publicado pela Ecoverde Produções Jornalísticas e Editoriais, empresa dos jornalistas Agostinho Vieira e Adriana Barsotti. O lançamento do website teve repercussão no Brasil e no exterior. Entre outros veículos especializados, foi citado no blog do Knight Center for Journalism in America, da Universidade do Texas em Austin, na Agência Pública e no Portal dos Jornalistas.
Em julho de 2021, o Diário do Clima, que reúne o #Colabora e sete parceiros, foi um dos oito projetos brasileiros selecionados no Desafio da Inovação da Google News Initiative na América Latina. Com o apoio financeiro do Google, o Diário do Clima vai monitorar temas ambientais nos diários oficiais com o objetivo de ampliar o acesso à informação.
Em 7 de junho de 2021 o #Colabora fundou junto com outros 29 veículos digitais a Ajor, Associação de Jornalismo Digital. A principal missão da organização é fortalecer o jornalismo brasileiro, com três eixos de atuação: profissionalização, defesa do jornalismo e da democracia, e promoção de diversidade. O ponto de partida para a criação da Ajor foi o Festival 3i: Jornalismo Inovador, Inspirador e Independente, realizado em 2019 na Fundição Progresso, no Rio de Janeiro, do qual o #Colabora foi um dos organizadores. Também fizeram parte do conselho curador do Festival 3i: Agência Lupa, Agência Pública, Congresso em Foco, Énois, Jota, Marco Zero, Nexo Jornal, Nova Escola, O Eco, Poder 360, Ponte Jornalismo e Repórter Brasil.
Em 2020, o #Colabora passou a fazer parte do Canal Reload, iniciativa nascida da reunião de dez empresas de jornalismo independente para apresentar notícias em vídeo para o público jovem no Instagram e no YouTube. O projeto foi um dos vencedores do Desafio da Inovação da Google News Initiative na América Latina. Em 3 de setembro de 2021 o Reload estreou na programação do Canal Futura. Além do #Colabora, fazem parte do Reload: Agência Lupa, Agência Pública, Amazônia Real, Congresso em Foco, Énois, Marco Zero, O Eco, Ponte Jornalismo e Repórter Brasil.
Ao longo dos cinco primeiros anos do #Colabora, reportagens, análises e artigos de opinião produzidos pelo projeto tiveram desdobramentos em outros veículos de mídia brasileiros. Em 2021, uma das reportagens da série Extremos do Brasil, sobre Marajá do Sena (Maranhão), a cidade mais pobre do país, foi repercutida pela revista piauí. A mesma série teve repercussão em 2018 no programa Estúdio i, exibido pela GloboNews. Em 2020, a entrevista exclusiva de Lauro Neto com o autor do ataque à produtora Porta dos Fundos repercutiu em diversos veículos, entre eles o jornal O Globo e a revista Época.
O vídeo Vamos falar de arte, com obras de artistas como Pablo Picasso, Salvador Dalí e Hyeronymus Bosch, publicado no Facebook, teve mais de 15 mil visualizações, compartilhamentos e comentários até ser censurado pela rede social. Os quadros mostravam nus artísticos expostos em museus do mundo. A censura ao vídeo do #Colabora repercutiu na mostra O pau na mesa, organizada pelo produtor Lula Duffrayer. Inspirada nesta e em outras restrições às artes plásticas, a exposição esteve em cartaz em novembro de 2017 na Fábrica Bhering, no Rio de Janeiro.
A volta da febre amarela urbana ao Brasil, um comentário da ministra do Supremo Tribunal Federal Cármen Lúcia sobre o espectro autista e o custo da Árvore de Natal da Lagoa Rodrigo de Freitas, no Rio, foram alguns temas que levaram a outras discussões em reportagens e colunas de opinião em veículos de mídia brasileiros, como O Globo, Época Negócios, G1, Gazeta de Alagoas; a coluna de Cora Rónai no jornal O Globo; o blog de Marcelo Auler.

## Prêmios
No início de 2021, uma cartilha lançada pelo Projeto #Colabora para orientar moradores de favelas sobre a covid-19 ganhou um prêmio internacional. O texto é do jornalista Marcos Furtado, morador da comunidade Pereira da Silva, no Rio de Janeiro. O manual ficou em terceiro lugar na categoria Desigualdade, Negócios e Economia da premiação do Centro Internacional para Jornalistas (ICFJ na sigla em inglês).
Ainda em 2021 a segunda temporada da série de vídeos LGBT+60: corpos que resistem, de Yuri Fernandes, venceu  na categoria Audiovisual e Artes Cênicas o 20º Prêmio Cidadania em Respeito à Diversidade LGBT+, da Associação da Parada do Orgulho LGBT de São Paulo com apoio do Fórum de Empresas e Direitos LGBTI+. O documentário, que em 2019 conquistou o Prêmio Longevidade Bradesco Seguros na categoria Jornalismo Web, foi repercutido em reportagem da revista Marie Claire.
Em 2020 o #Colabora foi indicado pela segunda vez consecutiva para o Prêmio Vladimir Herzog, o mais importante do país. A série multimídia de reportagens, de Joana Suarez e Flávio Tavares, revelou a luta dos indígenas xakriabás contra a seca e a fome no sertão de Minas Gerais.
Em 2019 o #Colabora venceu o Prêmio Vladimir Herzog na categoria Multimídia com a série de reportagens Sem direitos: o rosto da exclusão social do Brasil. Idealizada por Adriana Barsotti e produzida em parceria com os sites Amazônia Real e Ponte Jornalismo, a série recebeu ainda menção honrosa no Prêmio Amaerj Patrícia Acioli de Direitos Humanos. Ainda em 2019 a reportagem Exu nas escolas, de Leonne Gabriel, ganhou o Prêmio Agência de Notícias das Favelas (ANF) na categoria Educação.  
Em 2017 o #Colabora conquistou o Prêmio Petrobras de Jornalismo na categoria Sustentabilidade com a série de reportagens Fim de festa em Belo Monte, de Marceu Vieira e Marizilda Cruppe. Em dezembro do mesmo ano, a série de reportagens Ensino (abaixo do) médio ficou em segundo lugar no Prêmio Inep de Jornalismo, na categoria Estatísticas Educacionais. As reportagens foram feitas por Flávia Milhorance, Catarina Barbosa e Levi de Freitas. 
Também em 2017 a websérie Web Colaborativa, com nove episódios dirigidos e apresentados por Maria Clara Parente, ficou em terceiro lugar na categoria Não Ficção do Melbourne WebFest, na Austrália. A série também foi premiada na edição 2016 do Rio WebFest, um festival internacional.  

## Características
O Projeto #Colabora é um dos sites jornalísticos brasileiros que surgiram com a migração cada vez maior de leitores para os meios digitais. A Agência Pública tem em seu site um mapa do jornalismo independente no Brasil. O #Colabora envia um boletim digital a assinantes de segunda a sexta-feira, com curadoria de notícias próprias e de outros veículos de mídia. 
O #Colabora tem um modelo de negócios misto e é mantido por publicidade, doações de fundações, contribuição de seus leitores, produção de conteúdo multimídia para sites e redes sociais de empresas, e organização de debates e eventos.  
O #Colabora Marcas produz conteúdo multimídia para empresas que queiram contar suas histórias e se relacionar com seu público em plataformas digitais. A receita arrecadada com patrocinadores é usado exclusivamente para pagar despesas de manutenção do projeto e remunerar colaboradores. A publicação de dados é transparente e todos os números estão disponíveis no site do #Colabora, a exemplo do Texas Tribune. 
Em 2019 o plano de combate a fake news #ÉBoato, criado para a Coca-Cola Brasil, foi o vencedor do Prêmio Aberje regional RJ-ES na categoria Mídia Digital. Em 2018 o #Colabora ficou em segundo lugar na categoria Branded Content do prêmio Latin America Digital Media da WAN-Ifra com o site Coca-Cola Journey. Em 2017 a Ecoverde (razão social do #Colabora) ganhou o prêmio regional de Mídia Digital com a publicação Journey, produzida para a Coca-Cola Brasil. O prêmio foi concedido pela Associação Brasileira de Comunicação Empresarial (Aberje).  
A série de debates #Colabora com Ideias: Nos Dois Lados do Túnel, sempre em duas sessões, uma na Zona Norte e outra na Zona Sul do município do Rio de Janeiro, teve início em 2017. A série contou com a participação de especialistas, como os professores André Lucena e Emilio La Rovere, ambos da Coppe/UFRJ, e jornalistas, como Flávia Oliveira, do jornal O Globo, da GloboNews e da Rádio CBN.  
O #Colabora Eventos promoveu, entre outros, o seminário Crise Hídrica no Brasil: Ontem, Hoje e Amanhã, realizado em 2016 no Museu do Amanhã, na zona portuária do Rio de Janeiro, e a exposição de fotos Da abundância à escassez, no mesmo local.  